# وایت مارش (مریلند)
وایت مارش (به انگلیسی: White Marsh) شهری در ایالت مریلند کشور ایالات متحده آمریکا است که جمعیت آن در سرشماری سال ۲۰۱۰ میلادی، ۹٬۵۱۳ نفر بوده‌است.